# Élections parlementaires de 2018 dans l'État de Victoria
Les élections législatives de 2018 dans l'État de Victoria ont lieu le 24 novembre 2018 afin de renouveler les 88 sièges de l'Assemblée législative et les 40 sièges du Conseil législatif de cet État australien.
Les élections aboutissent à une large victoire du Parti travailliste du Premier ministre sortant Daniel Andrews, qui accroit sa majorité à l'Assemblée législative. La Coalition et les Verts enregistrent tous deux un recul.

## Contexte

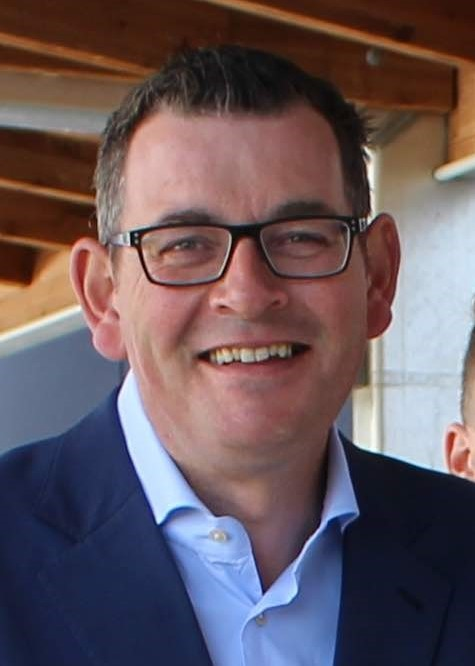
Daniel Andrews

Les précédentes élections en 2014 donnent lieu à une alternance avec la victoire du Parti travailliste mené par Daniel Andrews sur le Parti libéral du Premier ministre Denis Napthine, allié au Parti national du vice-Premier ministre Peter Ryan. Les travaillistes décrochent une courte majorité absolue des sièges à l'assemblée. N'ayant remportée qu'une majorité relative au conseil, le nouveau gouvernement travailliste est cependant en partie minoritaire, tributaire d'autres partis pour voter certaines lois aux deux chambres.
La défaite est lourde pour le gouvernement libéral sortant, qui devient le premier depuis 1955 à ne pas réussir à se faire réélire pour un second mandat consécutif, tandis que le parti national atteint tout juste les dix sièges nécessaires pour former seuls un groupe à l'assemblée. En conséquences, Napthine et Ryan démissionnent de la direction de leurs partis, et sont respectivement remplacés par Matthew Guy et Peter Walsh. A l'inverse, le parti des Verts remportent pour la première fois des sièges à l'assemblée législative, et en gagnent davantage au conseil.

## Système électoral

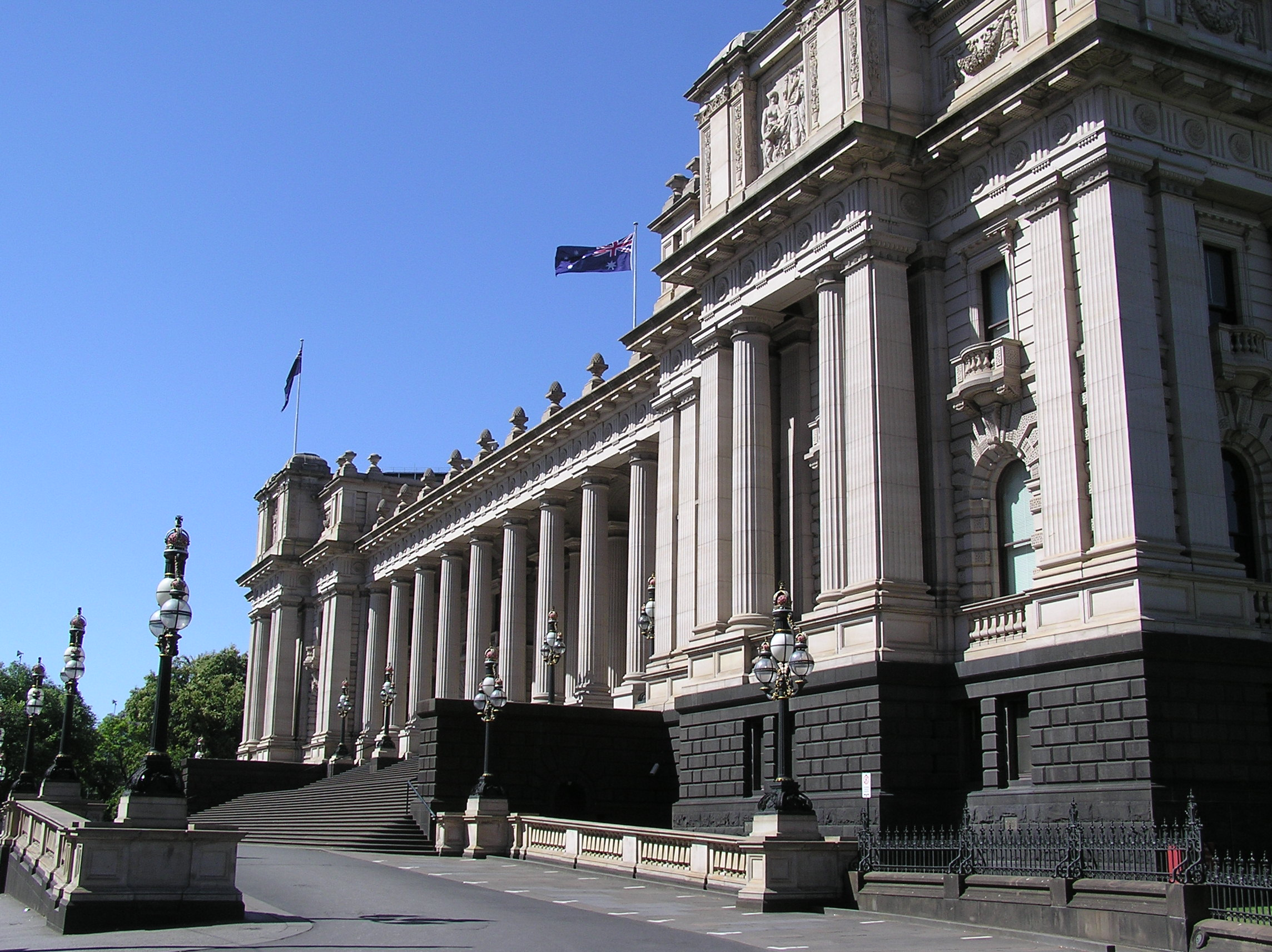
Bâtiment du parlement à Melbourne-Est.

L'État de Victoria est doté d'un parlement bicaméral composé d'une chambre basse, l'Assemblée législative, et d'une chambre haute, le Conseil législatif. Toutes deux sont renouvelées intégralement mais selon des modes de scrutin différents,. Depuis une réforme de la loi électorale entreprise en 2006, les élections sont fixées tous les quatre ans au dernier samedi du mois de novembre.

### Assemblée législative
L'assemblée est dotée de 88 sièges pourvus pour quatre ans au vote à second tour instantané dans autant de circonscriptions électorales,. Le vote y est utilisé sous sa forme intégrale : les électeurs classent l'intégralité des candidats par ordre de préférence en écrivant un chiffre à côté de chacun de leurs noms sur le bulletin de vote, 1 étant la première préférence. Au moment du dépouillement, les premières préférences sont d'abord comptées puis, si aucun candidat n'a réuni plus de la moitié des suffrages dans la circonscription, le candidat arrivé dernier est éliminé et ses secondes préférences attribuées aux candidats restants. L'opération est renouvelée jusqu'à ce qu'un candidat atteigne la majorité absolue. Les bulletins de vote doivent obligatoirement comporter un classement de l'ensemble des candidats. À défaut, ils sont considérés comme nuls,.

### Conseil législatif
Le conseil est doté de 40 sièges pourvus pour quatre ans au scrutin à vote unique transférable dans huit circonscriptions électorales de cinq sièges chacune. Dans ce mode de scrutin, à finalité proportionnelle, les électeurs classent au moins autant de candidats que de sièges à pourvoir par ordre de préférences en écrivant un chiffre à côté de chacun de leurs noms sur le bulletin de vote, 1 étant la première préférence,.

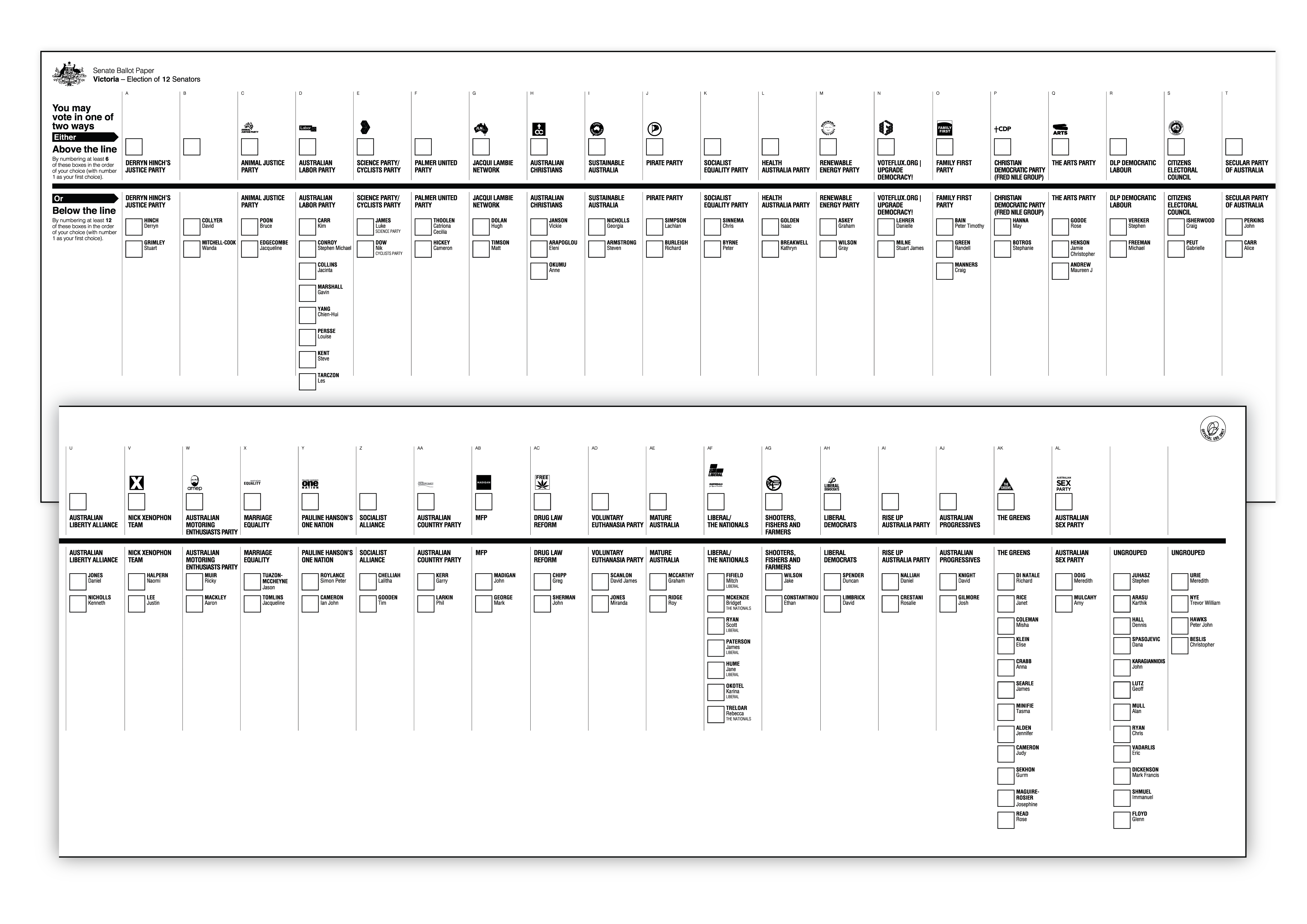
Exemple de bulletin de vote utilisé au Conseil

Dans la pratique, les candidats sont regroupés sur le bulletin de vote par partis, et les électeurs peuvent librement sélectionner l'ensemble des candidats de ce parti ou sélectionner des candidats de partis différents. Les électeurs ont cependant la possibilité de voter directement pour le parti de leur choix en cochant une seule case, auquel cas l'ensemble de leurs préférences sont attribuées aux candidats présentés par le parti dans l'ordre proposé par ce dernier. Les bulletins de vote sont imprimés avec les partis disposés horizontalement au-dessus d'une ligne sous laquelle leurs candidats sont disposés en colonnes verticales. Un vote directement par candidats est ainsi couramment appelé « En dessous de la Ligne » (Below the Line) et un vote par partis « Au dessus de la ligne » (Above the Line),.
Les partis ne sont pas contraints de présenter autant de candidats que de sièges à pourvoir et tendent à en présenter un nombre restreint afin de limiter la dispersion des voix de leurs électeurs, notamment chez les petits partis,.
Au moment du dépouillement, il est d'abord établi le quota de voix à atteindre par un candidat pour obtenir un siège en divisant le nombre de votes valides plus un par le nombre de sièges à pourvoir plus un. Les premières préférences sont d'abord comptées et le ou les candidats ayant directement atteint le quota sont élus. Pour chaque candidat élu, les secondes préférences de ses électeurs sont ajoutées au total des voix des candidats restants, permettant éventuellement à ces derniers d'atteindre à leur tour le quota. Si aucun candidat n'a atteint le quota dans la circonscription, ou qu'il reste des sièges à pourvoir après attribution des secondes préférences, le candidat arrivé dernier est éliminé et ses secondes préférences attribuées aux candidats restants. Si un candidat est élu ou éliminé et que ses secondes préférences vont à un candidat lui-même déjà élu ou éliminé, les préférences suivantes sont utilisées, et ainsi de suite. L'opération est renouvelée jusqu'à ce qu'autant de candidats que de sièges à pourvoir atteignent le quota.

## Forces en présences
| Parti Nom en anglais | Parti Nom en anglais           | Idéologie                                                  | Chef de file    | Résultats en 2014           | Résultats en 2014               |
| Parti Nom en anglais | Parti Nom en anglais           | Idéologie                                                  | Chef de file    | Assemblée                   | Conseil                         |
| -------------------- | ------------------------------ | ---------------------------------------------------------- | --------------- | --------------------------- | ------------------------------- |
|                      | Parti travailliste Labor Party | Centre gauche Social-démocratie, progressisme              | Daniel Andrews  | 38,10 % des voix 47 députés | 33,46 % des voix 14 conseillers |
|                      | Parti libéral Liberal Party    | Centre droit Libéral-conservatisme, libéralisme économique | Matthew Guy     | 36,47 % des voix 30 députés | 20,82 % des voix 10 conseillers |
|                      | Parti national National Party  | Centre droit à droite Conservatisme, agrarisme             | Peter Walsh     | 5,53 % des voix 8 députés   | Coalisé 2 conseillers           |
|                      | Verts Australian Greens        | Gauche Écologie politique                                  | Samantha Ratnam | 11,48 % des voix 2 députés  | 10,75 % des voix 5 conseillers  |

## Résultats

### Assemblée
|                           |                                     |                                     |           |       |      |        |               |  |  |
| Partis                    | Partis                              | Partis                              | Voix      | %     | +/-  | Sièges | +/-           |  |  |
|                           | Parti travailliste                  | Parti travailliste                  | 1 506 460 | 42,86 | 4,76 | 55     | 8             |  |  |
|                           |                                     | Parti libéral                       | 1 069 287 | 30,43 | 6,04 | 21     | 9             |  |  |
|                           | Parti national                      | 167 625                             | 4,77      | 0,76  | 6    | 2      |               |  |  |
| Total Coalition           | Total Coalition                     | 1 236 912                           | 35,19     | 6,81  | 27   | 11     |               |  |  |
|                           | Verts                               | Verts                               | 376 470   | 10,71 | 0,77 | 3      | 1             |  |  |
|                           | Justice pour les animaux            | Justice pour les animaux            | 63 970    | 1,82  | 1,59 | 0      | en stagnation |  |  |
|                           | Chasseurs, pêcheurs et agriculteurs | Chasseurs, pêcheurs et agriculteurs | 24 257    | 0,69  | 0,61 | 0      | en stagnation |  |  |
|                           | Parti travailliste démocratique     | Parti travailliste démocratique     | 24 097    | 0,69  | 0,61 | 0      | en stagnation |  |  |
|                           | Socialistes victoriens              | Socialistes victoriens              | 15 442    | 0,44  | Nv   | 0      | en stagnation |  |  |
|                           | Parti de la raison                  | Parti de la raison                  | 12 695    | 0,36  | 0,09 | 0      | en stagnation |  |  |
|                           | Les transports comptent             | Les transports comptent             | 10 313    | 0,29  | Nv   | 0      | en stagnation |  |  |
|                           | Parti de la justice                 | Parti de la justice                 | 9 277     | 0,26  | Nv   | 0      | en stagnation |  |  |
|                           | Australie durable                   | Australie durable                   | 8 183     | 0,23  | Nv   | 0      | en stagnation |  |  |
|                           | Parti des campagnes                 | Parti des campagnes                 | 6 566     | 0,19  | 1,09 | 0      | en stagnation |  |  |
|                           | Libéraux démocrates                 | Libéraux démocrates                 | 4 030     | 0,12  | Nv   | 0      | en stagnation |  |  |
|                           | Parti d'Aussie Battler              | Parti d'Aussie Battler              | 1 281     | 0,04  | Nv   | 0      | en stagnation |  |  |
|                           | Alliance pour la liberté            | Alliance pour la liberté            | 1 232     | 0,04  | Nv   | 0      | en stagnation |  |  |
|                           | Indépendants                        | Indépendants                        | 213 289   | 6,07  | 2,72 | 3      | 2             |  |  |
|                           |                                     |                                     |           |       |      |        |               |  |  |
| Votes valides             | Votes valides                       | Votes valides                       | 3 514 474 | 94,17 |      |        |               |  |  |
| Votes blancs et invalides | Votes blancs et invalides           | Votes blancs et invalides           | 217 592   | 5,83  |      |        |               |  |  |
| Total                     | Total                               | Total                               | 3 732 066 | 100   | –    | 88     | en stagnation |  |  |
| Abstentions               | Abstentions                         | Abstentions                         | 407 260   | 9,84  |      |        |               |  |  |
| Inscrits / participation  | Inscrits / participation            | Inscrits / participation            | 4 139 326 | 90,16 |      |        |               |  |  |

### Conseil
| Partis                    | Partis                              | Partis                              | Voix      | %     | +/-           | Sièges | +/-           |
| ------------------------- | ----------------------------------- | ----------------------------------- | --------- | ----- | ------------- | ------ | ------------- |
|                           | Parti travailliste                  | Parti travailliste                  | 1 406 122 | 39,22 | 5,76          | 18     | 4             |
|                           |                                     | Parti libéral                       | 615 050   | 17,15 | 3,67          | 7      | 3             |
|                           | Liste commune Libéral-National      | 439 930                             | 12,27     | 3,04  | 4             | 2      |               |
| Total Coalition           | Total Coalition                     | 1 054 980                           | 29,42     | 6,71  | 11            | 5      |               |
|                           | Verts                               | Verts                               | 331 479   | 9,25  | 1,50          | 1      | 4             |
|                           | Parti de la justice                 | Parti de la justice                 | 134 266   | 3,75  | Nv            | 3      | 3             |
|                           | Chasseurs, pêcheurs et agriculteurs | Chasseurs, pêcheurs et agriculteurs | 108 280   | 3,02  | 1,37          | 1      | 1             |
|                           | Libéraux démocrates                 | Libéraux démocrates                 | 89 428    | 2,50  | 0,56          | 2      | 1             |
|                           | Justice pour les animaux            | Justice pour les animaux            | 88 520    | 2,47  | 0,77          | 1      | 1             |
|                           | Parti travailliste démocratique     | Parti travailliste démocratique     | 75 221    | 2,10  | 0,22          | 0      | 1             |
|                           | Parti de la raison                  | Parti de la raison                  | 49 013    | 1,37  | 1,87          | 1      | en stagnation |
|                           | Euthanasie volontaire               | Euthanasie volontaire               | 42 611    | 1,19  | 0,70          | 0      | en stagnation |
|                           | Parti du battler aussie             | Parti du battler aussie             | 33 172    | 0,93  | Nv            | 0      | en stagnation |
|                           | Socialistes victoriens              | Socialistes victoriens              | 32 603    | 0,91  | Nv            | 0      | en stagnation |
|                           | Australie durable                   | Australie durable                   | 29 831    | 0,83  | Nv            | 1      | 1             |
|                           | Parti des campagnes                 | Parti des campagnes                 | 24 295    | 0,68  | en stagnation | 0      | en stagnation |
|                           | Les transports comptent             | Les transports comptent             | 22 051    | 0,62  | Nv            | 1      | 1             |
|                           | Alliance pour la liberté            | Alliance pour la liberté            | 20 065    | 0,56  | Nv            | 0      | en stagnation |
|                           | Hudson pour le Victoria du nord     | Hudson pour le Victoria du nord     | 6 363     | 0,18  | Nv            | 0      | en stagnation |
|                           | Votez 1 jobs locaux                 | Votez 1 jobs locaux                 | 5 338     | 0,15  | 0,06          | 0      | 1             |
|                           | Indépendants                        | Indépendants                        | 2 556     | 0,07  | 0,06          | 0      | en stagnation |
|                           |                                     |                                     |           |       |               |        |               |
| Votes valides             | Votes valides                       | Votes valides                       | 3 583 478 | 96,04 |               |        |               |
| Votes blancs et invalides | Votes blancs et invalides           | Votes blancs et invalides           | 147 713   | 3,96  |               |        |               |
| Total                     | Total                               | Total                               | 3 731 191 | 100   | –             | 40     | en stagnation |
| Abstentions               | Abstentions                         | Abstentions                         | 408 135   | 9,86  |               |        |               |
| Inscrits / participation  | Inscrits / participation            | Inscrits / participation            | 4 139 326 | 90,14 |               |        |               |

## Analyse
Les élections sont une large victoire pour le Parti travailliste du Premier ministre sortant Daniel Andrews, qui accroit sensiblement sa majorité à l'Assemblée législative et s'en approche au conseil. La Coalition et les Verts enregistrent tous deux un recul, en particulier au conseil.
C'est la cinquième fois qu'un gouvernement travailliste est immédiatement reconduit dans l'état de Victoria. Le parti y enregistre par ailleurs son second meilleurs résultat.
Au sein de la Coalition, le dirigeant du Parti libéral, Matthew Guy, se retire, laissant la place à  Michael O'Brien.